# Meromacrus gloriosus
Meromacrus gloriosus är en tvåvingeart som beskrevs av Hull 1941. Meromacrus gloriosus ingår i släktet Meromacrus och familjen blomflugor. Inga underarter finns listade i Catalogue of Life.